# کینتسنبورگ
کینتسنبورگ (به آلمانی: Kinzenburg) یک شهر در آلمان است که در بیتبورگ-پروم واقع شده‌است.